# Willard (Virginia)
Willard (auch als Willard Crossroads bekannt) ist ein ehemaliges gemeindefreies Gebiet in Loudoun County, Virginia und befand sich früher auf Teilen des heutigen Washington Dulles International Airport.
Das Dorf wurde nach Joseph Edward Willard, einem Abgeordneten der Virginia General Assembly von 1893 bis 1901, benannt. Obwohl Willard in Loudoun County lag, repräsentierte er Fairfax County aufgrund der Lage des Dorfs, das nur 460 Meter (1500 Fuß) von der County-Grenze entfernt lag. Willard gehörte auch ein 0,2 km² großes Grundstück in Fairfax. Sein Vater war Joseph Clapp Willard, der Eigentümer des berühmten Willard Hotels in Washington, D.C.
Willard lag an der Kreuzung der Willard Road (heute Stonecroft Boulevard) mit der Sterling Road (heute Horsepen Road). Diese Kreuzung war umgeben von Farmen, Häusern, einer Schule, einer Kirche, dem Willard Store (bis 1907) und dem Blue Ridge Flugplatz (1938–1951). Zu Beginn des 20. Jahrhunderts befand sich Willard westlich von Floris, nördlich von Pleasant Valley und südlich von Farmwell (heute Ashburn). Auch wenn Willards beste Zeit zwischen 1900 und 1910 war, wurde es bis 1958 immer noch als Kreuzung anerkannt, als der Bau des Washington Dulles International Airport begann.
Als Dulles gebaut wurde, wurde Willard niedergerissen um den Flughafenterminals und einem Kontrollturm zu weichen. In der Umgebung Willards wurden Start- und Landebahnen, Flugzeughallen, eine Feuerwehrstation und Parkplätze gebaut. Der Blue Ridge Airport wurde zum Hauptparkplatz umgewandelt, der sich innerhalb des „Saarinen Circle“  befindet. Dulles wurde ein Gebiet von 68 km² zugeschrieben, das früher nicht nur zu Willard gehörte, sondern auch Teile von Chantilly, Pleasant Valley, Sterling und Ashburn, was die immense Größe des Flughafengebiets verdeutlicht. Bis 1962 wurden die meisten Spuren der alten Straßen und Gebäude ausgelöscht und der Flughafenbetrieb konnte beginnen. Die Willard Road (Stonecroft Boulevard) wurde erhalten und wird heutzutage für private Zufahrt und Transporte innerhalb des Flughafens zwischen den Start- und Landebahnen 1L/19R und 1R/19L verwendet.
Koordinaten: 38° 57′ N, 77° 26′ W